# Faber Grand Prix 1996 - Doppio
Il doppio del torneo di tennis Faber Grand Prix 1996, facente parte del WTA Tour 1996, ha avuto come vincitrici Meredith McGrath e Larisa Neiland che hanno battuto in finale 3–6, 6–3, 6–2 Lori McNeil e Helena Suková.

## Teste di serie
1. Meredith McGrath /  Larisa Neiland (campionesse)
2. Lori McNeil /  Helena Suková (finale)
3. Iva Majoli /  Jana Novotná (semifinali)
4. Manon Bollegraf /  Kristie Boogert (primo turno)

## Tabellone

### Legenda
| - Q = Qualificato - WC = Wild card - LL = Lucky loser | - ALT = Alternate - SE = Special Exempt - PR = Protected Ranking | - w/o = Walkover - r = Ritirato - d = Squalificato |